# Badrīnāth (berg i Indien)
Badrīnāth eller Chaukhamba är ett berg i Indien. Det ligger i distriktet Chamoli och delstaten Uttarakhand, i den norra delen av landet. Toppen på Badrīnāth är 7 138 meter över havet.
Terrängen runt Badrīnāth är huvudsakligen mycket bergig. Badrīnāth är den högsta punkten i trakten. Trakten runt Badrīnāth är permanent täckt av is och snö.